# Вельможний Сергій Анатолійович
Сергій Анатолійович Вельможний (нар. 25 червня 1976, м. Стаханов, Луганська область) — український адвокат, політик. Народний депутат України 9-го скликання.

## Життєпис
Кандидат юридичних наук.
Вельможний є головою Рубіжанської міської організації партії «Наш край».
Помічник-консультант народного депутата України Сергія Шахова.
Кандидат у народні депутати на парламентських виборах 2019 року (виборчий округ № 112, міста Брянка, Голубівка, Рубіжне, частина міста Первомайськ, частина Попаснянського району). Самовисуванець. На час виборів: радник голови благодійної організації «Фонд Сергія Шахова», член партії «Наш край». Проживає в місті Києві.
Член Комітету ВРУ з питань правової політики та депутатської групи «Довіра».
21 березня 2020 стало відомо, що Вельможний заразився коронавірусом під час пандемії в України, він став другим нардепом, що заразився, після Сергія Шахова.

## Критика
За даними ЗМІ займався підкупом виборців. Зокрема у травні-червні 2019 року волонтери БО "Луганський обласний благодійний фонд "Луганщина - наш край" надавали мешканцям міста Рубіжного Луганської області мішки цукру об'ємом 5 кілограмів з агітацією за самовисуванця і кандидата від партії "Наш край" Сергія Вельможного. 
22 липня 2025 року голосував за закон України 12414 який був ухвалений з порушенням Регламенту Верховної Ради України та підпорядкував НАБУ та САП Генеральному прокурору і викликав масові протести. 

## Нагороди і звання
- Почесне звання Заслужений юрист України (23 серпня 2021) — за значний особистий внесок у державне будівництво, зміцнення обороноздатності, соціально-економічний, науково-технічний, культурно-освітній розвиток Української держави, вагомі трудові досягнення, багаторічну сумлінну працю та з нагоди 30-ї річниці незалежності України[13]